# Boulengerula changamwensis
Boulengerula changamwensis es una especie de anfibios gimnofiones de la familia Caeciliidae.
Habita en Kenia, Malaui y posiblemente Tanzania.
Sus hábitats naturales incluyen bosques secos tropicales o subtropicales, montanos secos, jardines rurales y zonas previamente boscosas ahora muy degradadas.
Está amenazada de extinción por la pérdida de su hábitat natural.